# Officially Alive
Officially Alive è un singolo del cantautore statunitense Brad Paisley, distribuito esclusivamente in Europa come ultimo singolo estratto dal suo decimo album in studio Wheelhouse.

## La canzone
"Officially Alive" è un brano in cui il narratore si chiede quando una persona inizi a vivere per davvero, ragionando sul fatto che sono forti emozioni come il dolore o l'amore a portarci davvero in vita.

## Formazione
- Brad Paisley – voce, chitarra elettrica, chitarra acustica, mandolino, banjo
- Justin Williamson – violino, mandolino
- Kendal Marcy – banjo, tastiere, pianoforte
- Ben Sesar – batteria
- Randle Currie – dobro, steel guitar

## Classifiche
| Classifica (2015) | Posizione massima |
| ----------------- | ----------------- |
| Finlandia         | 34                |
| Norvegia          | 12                |